# Sumatraanse tijger
De Sumatraanse tijger (Panthera tigris sumatrae) is een regelmatig gebruikte ondersoort van de tijger die alleen voorkomt op Sumatra. In de in 2017 gepubliceerde taxonomische revisie van de IUCN taskgroup wordt deze samen met de uitgestorven P. t. balica en P. t. sondaica beschouwd als één ondersoort: P. t. sondaica.

## Kenmerken
Deze ondersoort is kleiner dan de andere ondersoorten en heeft een donkerbruine kleur. Verder is de vacht donker oranje. Vroeger kwam dit dier voor op heel Sumatra, maar tegenwoordig zijn er nog maar 800 exemplaren over, waarvan 350 in het wild. Het strepenpatroon bestaat vaak uit twee parallelle rijen.
De Sumatraanse tijger verschilt van andere tijgers in de afmetingen van enkele delen van de schedel. In sommige kenmerken staat deze vorm tussen de Javaanse tijger (P. t. sondaica) aan de ene kant en de Indo-Chinese tijger (P. t. corbetti) aan de andere kant in; mogelijk is deze ondersoort het resultaat van hybridisatie tussen de andere twee vormen. Sommige onderzoekers beschouwen de verschillen met andere ondersoorten als groot genoeg om de Sumatraanse tijger als een aparte soort te zien, P. sumatrae, maar dat is niet algemeen geaccepteerd.

## Bescherming
Deze tijger heeft het sinds 2004 zwaar aangezien hij voornamelijk leefde in Atjeh, het noordelijkste puntje van Sumatra. Tijdens de tsunami van 2004 is dit natuurreservaat voor een groot deel weg gespoeld. Er zijn nu verschillende instanties bezig met de wederopbouw van dit natuurgebied opdat de Sumatraanse tijger zal overleven. 
In gevangenschap bestaat er voor deze ondersoort meerdere fokprogramma's. London Zoo is zowel Europees (EEP) als internationaal stamboekhouder (ISB), terwijl het Amerikaanse fokprogramma (SSP) wordt bijgehouden door Minnesota Zoo.
Siberische tijger (P. t. altaica) · Noord-Indochinese tijger (P. t. amoyensis) · Balinese tijger (P. t. balica) · Chinese tijger (P. t. corbetti) · Maleise tijger (P. t. jacksoni) · Javaanse tijger (P. t. sondaica) · Sumatraanse tijger (P. t. sumatrae) · Bengaalse tijger (P. t. tigris) · Kaspische tijger (P. t. virgata)